# Tweed River (vattendrag i Australien)
Tweed River är ett vattendrag i Australien. Det ligger i delstaten New South Wales, i den sydöstra delen av landet, omkring 670 kilometer norr om delstatshuvudstaden Sydney. Arean är 22,7 kvadratkilometer.
Genomsnittlig årsnederbörd är 1 876 millimeter. Den regnigaste månaden är januari, med i genomsnitt 327 mm nederbörd, och den torraste är oktober, med 40 mm nederbörd.